# Henry Small
Henry G. Small (nascut el 1941) és un gestor d'informació nord-americà. La seva contribució dins la se centra en el camp de la Bibliometria, on ha creat els Mapes o atles de la ciència. També és historiador de la ciència.
Henry Small es doctora en Química i Història de la ciència el 1971 per la Universitat de Wisconsin-Madison. Treballa breument com a historiador de la ciència en el American Institute of Physics' Center for History and Philosophy of Physics fins que el 1972 fitxa per l'Institut per a la Informació Científica (ISI) a Filadèlfia, on comença a investigar l'anàlisi de cites i la co-citació en informació científica; és nomenat director del departament de recerca fins a la seva jubilació.
Va ser també president de la International Society for Scientometrics and Informetrics (ISSI) des de 2003 a 2007, sent el seu sisè president. També pertany al consell de redacció de nombroses revistes prestigioses com Scientometrics o Journal of the American Society for Information Science.

## Obra acadèmica. Els mapes de la ciència[calcitació]
Les recerques realitzades per Henry Small han servit per millorar l'enteniment de les estructures, les relacions i l'avaluació de la ciència. Basant-se en les teories sobre la indexació per cites creada per Eugene Garfield i els estudis quantitaius de Derek John de Solla Price, i inspirant-se en l'obra de Robert K. Merton sobre filosofia de la ciència, Small va dissenyar un mètode per plasmar gràficament el desenvolupament de la ciència.
El 1973, Henry Small al costat de Belver Griffith publiquen un article en JASIS que revolucionaria el camp de la bibliometria. Proposa la co-citació (de grans camps temàtics de les bases de dades de l'ISI) com una mesura important per relacionar documents i autors. Small i Griffith es basen en la premissa que si dos documents o dos autors són citats junts en treballs posteriors en nombrosos casos, significa doncs que estan treballant en el mateix tema; és a dir, com més apareguin junts, més relacionats estan. En aquest article científic, Small descriu els mètodes necessaris per representar gràficament la informació bibliogràfica sobre un camp científic i elaborar un mapa o atles.
Al principi, va utilitzar tècniques estadístiques multivariants, amb les quals va crear una matriu on es recullen el nombre de vegades que un autor, una revista o un camp temàtic apareix; es realitza anàlisi de cluster i un escalonament multidimensional (MDS), amb els quals construeix el mapa representatiu dels elements referents a un camp específic del coneixement.
No obstant això, aquesta tècnica solament podia representar un camp específic de la ciència, denominada perspectiva micro, sense possibilitat de representar un camp temàtic gran, denominada perspectiva macro. Henry Small va investigar això i el 1997, rebutja l'escalonament multidimensional i utilitza la tècnica de triangulació de clusters, amb el que aconsegueix solucionar els nivells de respresentación de la ciència i pot crear mapes de grans espais documentals de 3 dimensions. Aquest mètode el denomina Humpty-Dumpty.
No obstant això, Henry Small no va ser l'únic bibliómetra que va idear els atles de la ciència. En l'URSS, la informatòloga Irina Marshakova va tenir la mateixa idea i al mateix temps sense haver tingut contacte mai amb Small, per la qual cosa a tots dos se'ls considera com els descobridors dels mapes de la ciència.

## Obra, premis i reconeixements
Henry Small ha rebut nombrosos premis en el decurs de la seva carrera. Va rebre la Medalla Derek de Solla Price el 1987. El 1998 va obtenir el Premi ASIST al Mèrit Acadèmic concedit per l'American Society of Information Science. També és fellow de l'American Association for the Advancement of Science (AAAS).
Henry Small ha escrit més de 100 articles científics en les revistes més prestigioses del camp de la Bibliometria, la Informació i Documentació. Entre ells, destaquen:
- Small, H. (1973). Cocitation in scientific literature: New measure of relationship between two documents. Journal Of The American Society For Information Science, 24(4), 265-269. DOI: 10.1002/asi.4630240406. [accés PDF: Arxivat 2015-04-21 a Wayback Machine. {{format ref}} http://www.garfield.library.upenn.edu/essays/v2p028y1974-76.pdf]
- Small, H. (1986). The synthesis of specialty narratives from co-citation clusters. Journal Of The American Society For Information Science, 37(3). [Accés PDF Premio Asis al Mejor Artículo publicado en JASIST el 1987
- Small, H. (1999). Visualizing science by citation mapping. Journal of the American Society for Information Science, 50(9), 799-813.
- Small, H. (1999). A passage through science: Crossing disciplinary boundaries. Library Trends, 48(1), 72-108.
- Small, H. (2003). Paradigms, citations and maps of science: A personal history. Journal of the American Society for Information Science and Technology, 54(5), 394-399.
- Small, H. (2004). On the shoulders of Robert Merton: Towards a normative theory of citation. Scientometrics, 60(1), 71-79.
- Small, H. (2004). Why authors think their papers are highly cited. Scientometrics, 60(3), 305-316.